# مطار سانغاريدي
مطار سانغاريدي (إيكاو: GUSA) هو مطار يخدم سانغاريدي في غينيا. المطار على بعد 12 كيلومتر (7.5 ميل) شمال شرق المدينة.
يشمل طول المدرج 270 متر (890 قدم) في الطرف الشمالي.

## روابط خارجية
- خريطة الشارع المفتوح - مطار سانغاريدي
- مطاراتنا - Sangarédi
- FallingRain - مطار سانغاريدي
- تاريخ الحوادث لـ (Sangarédi Airport) على شبكة سلامة الطيران.
- جوجل إيرث